# مارتن ترومب
مارتن ترومپ (بالهولندية: Maarten Tromp) (23 أبريل 1598 - 31 يوليو 1653) هو قائد هولندي وأدميرال في البحرية الهولنديَّة ومن أشهر قادة البحر في عصره. ترأس القوات الهولنديَّة في حرب الثمانين عامًا من أجل الاستقلال ومن بعدها في الحرب الإنجليزية الهولندية وحقق نجاحًا كبيرًا؛ ومكَّن الأمة الهولندية من أن تكون قوة بحرية كُبرى في العالم. وتكريمًا له اختارته وزارة الدفاع الهولنديَّة ليكون «بطل البحرية» في هولندا.

## حواشٍ
1. ↑  إلى جانب ولده كورنيليس ترومب.